# Laboulbenia clivinalis
Laboulbenia clivinalis är en svampart som beskrevs av Thaxt. 1902. Laboulbenia clivinalis ingår i släktet Laboulbenia och familjen Laboulbeniaceae.  Arten är reproducerande i Sverige. Inga underarter finns listade i Catalogue of Life.